# Heliconius godmani
Heliconius godmani is een vlinder uit de familie Nymphalidae. De wetenschappelijke naam van de soort is voor het eerst geldig gepubliceerd in 1882 door Otto Staudinger.